# Sint-Jozefkerk (Sittard)
De Sint-Jozefkerk was een rooms-katholiek kerkgebouw in Sittard, gelegen aan de straat Hemelsley in de wijk Stadbroek. De kerk uit 1954 van architect Jean Huysmans werd in 2001 afgebroken.

## Geschiedenis
De wijk Stadsbroek werd gebouwd als mijnwerkerskolonie en in 1921 werd door de paters Missionarissen van het Heilig Hart het rectoraat Overhoven-Stadsbroek opgericht. Er kwam een noodkerkje in Stadbroek, en in 1923 werd een ander houten noodkerkje in gebruik genomen dat tot 1954 in gebruik bleef en daarna werd gesloopt.
In de jaren 1930 ontstond in Stadbroek de behoefte aan een eigen parochiekerk. Vanwege de Tweede Wereldoorlog kwam daar niets van terecht. In 1950 werd Stadbroek een rectoraat. In 1952 begon men met de bouw van een kerk naar ontwerp van de Maastrichtse architect Jean Huysmans (1913-1974). Van de zes door deze architect ontworpen kerken zijn er drie (alle Sint-Jozefkerken) gesloopt. Huysmans maakte bij het ontwerp gebruik van betonschalen voor het dak van zowel de kerkruimte als de devotiekapel en de doopkapel. In 1954 werd de kerk ingezegend en gewijd aan de heilige Jozef van Nazareth. Al spoedig deden zich gebreken voor. Vooral door vochtdoorslag moesten ingrijpende maatregelen worden genomen, waardoor het probleem pas in 1963 was opgeheven. In de jaren 1980 liep het kerkbezoek, zoals overal in Nederland, sterk terug. Er begon scheurvorming op te treden, maar er was geen geld voor degelijk onderhoud. In 1998 fuseerde de parochie met die van Christus' Hemelvaart. De Sint-Jozefkerk werd daarop onttrokken aan de eredienst. Een herbestemming voor het gebouw werd niet gevonden en in 2001 volgde sloop.